# Albany (Australia)
Albany – miasto w Australii Zachodniej położone pomiędzy przylądkiem Leeuwin, a przylądkiem Hood, nad Zatoką Króla Jerzego, obecnie popularna miejscowość turystyczna.

## Historia
- 1826 – Nad zatokę dociera z Sydney na brygu Amity w Boże Narodzenie major Lockyer.

Założona zostaje kolonia karna Frederikstown. Jest to pierwsza biała osada na zachodnim wybrzeżu Australii.
- 1871 – Frederikstown uzyskuje prawa miejskie.
- 1900 – Frederikstown traci status portu głównego na zachodnim wybrzeżu.
- 1932 – Zmiana nazwy Frederikstown na obecną – Albany
- 1978 – Kończy swoją działalność ostatnia na półkuli południowej baza wielorybnicza.

## Zabytki
W Albany zachowała się w nienaruszonym stanie XIX-wieczna zabudowa miasta.
- Najstarszy dom na zachodnim wybrzeżu Australii – Zbudowany w roku 1836 dla pierwszego wówczas gubernatora stanu, sir Richarda Spencera. Obiekt znajduje się przy Strawberry Hill
- Najstarszy dom pocztowy na Zachodnim Wybrzeżu Australii z charakterystyczną wieżą pokrytą gontem.
- Church of St. John the Evangelist (Kościół św. Jana Ewangelisty) – najstarsze miejsce spotkań wiernych w stanie, zbudowany w 1848 roku.

## Atrakcje turystyczne

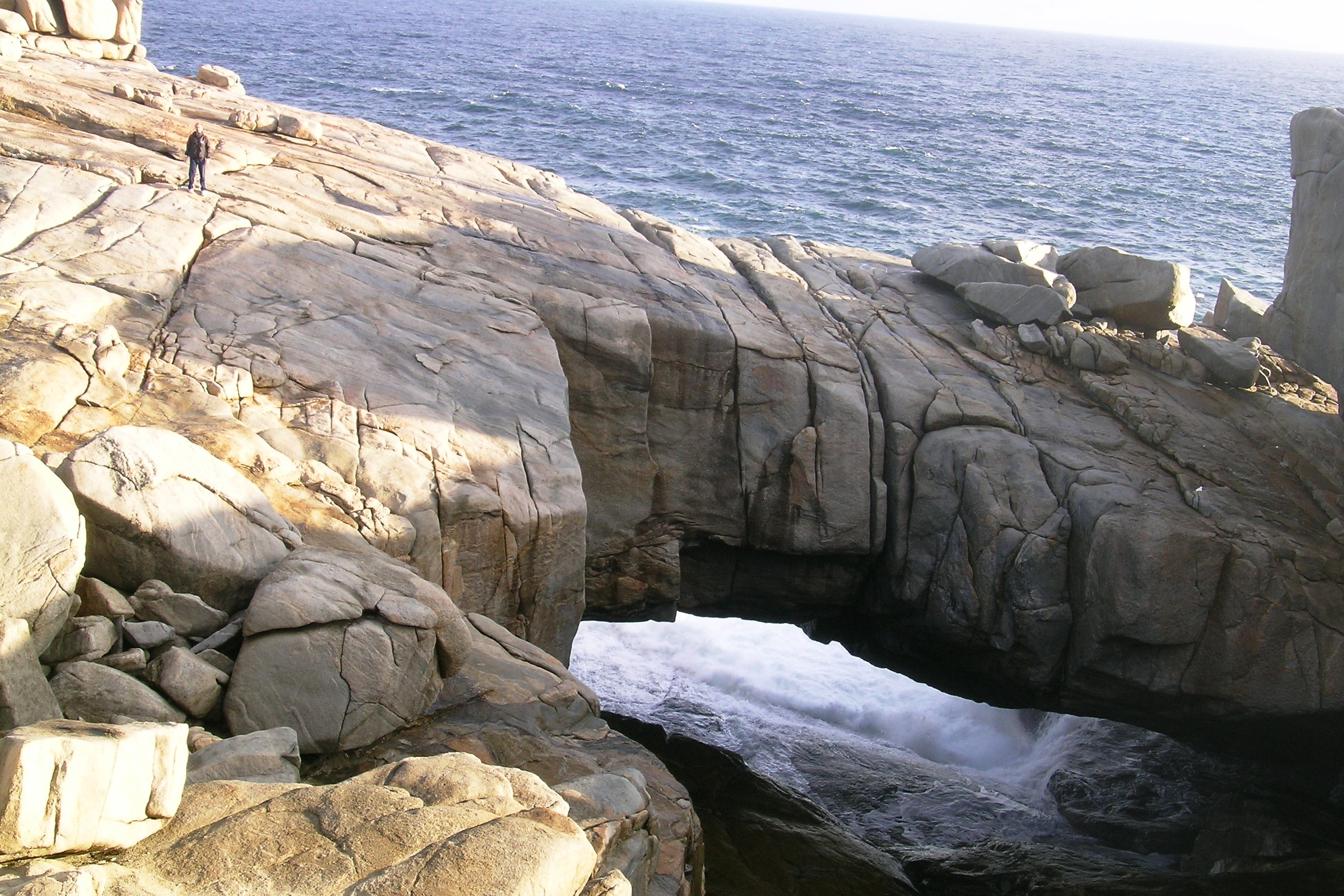
"Natural bridge"

- Whaleworld' (Świat wielorybów) – muzeum stacji wielorybniczej, funkcjonującej tutaj do 1978 roku. Była to najdłużej działająca stacja na półkuli południowej.
- wieloryby, które w okresie od czerwca do listopada pływają w wodach Zatoki Króla Jerzego.
- Różnego typy formacje skalne na brzegu oceanu

## Inne
- Pomnik ku czci Australian Light Horse – znajdujący się tuż nad zatoką.  Australijska Lekka Kawaleria walczyła na frontach I wojny światowej w Egipcie i na Gallipoli.

## Albany obecnie
W 1969 roku miasto liczyło 12,3 tys. mieszkańców, w 1994 roku 18 tysięcy mieszkańców, dziś ich liczba wzrosła do 30 tys.

Dobrze rozwiniętymi gałęziami przemysłu są spożywczy (owoce morza, konserwy rybne), włókienniczy (dywany, wykładziny) i chemiczny. Ośrodek handlu wełną. Miasto posiada port lotniczy oraz duży port rybacki, z którego importowane są zboża, głównie pszenica.
Albany z uwagi na fakt dogodnych warunków do uprawiania sportów wodnych jest popularne wśród turystów.